# Varennes-Jarcy
Pour les articles homonymes, voir Varennes.
Varennes-Jarcy (prononcé [vaʁɛn ʒaʁsi] ) est une commune française située à vingt-six kilomètres au sud-est de Paris dans le département de l'Essonne, en région Île-de-France.
Ses habitants sont appelés les Varennois.

## Géographie

### Situation
| Type d’occupation           | Pourcentage | Superficie (en hectares) |
| --------------------------- | ----------- | ------------------------ |
| Espace urbain construit     | 19,6 %      | 109,00                   |
| Espace urbain non construit | 8,0 %       | 44,55                    |
| Espace rural                | 72,4 %      | 402,11                   |
| Source : Iaurif             |             |                          |

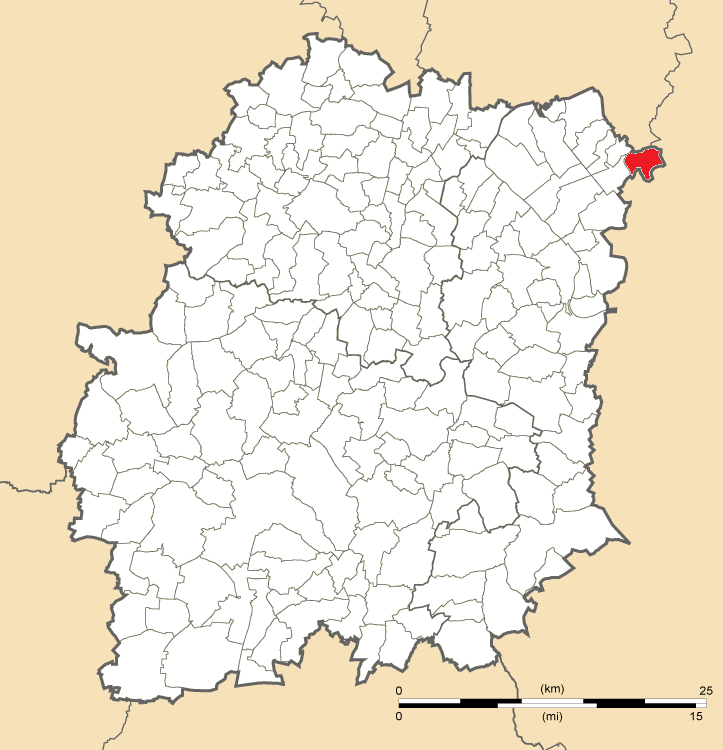
Position de Varennes-Jarcy en Essonne.

Varennes-Jarcy est située à vingt-six kilomètres au sud-est de Paris-Notre-Dame, point zéro des routes de France, dix kilomètres au nord-est d'Évry, dix kilomètres au nord-est de Corbeil-Essonnes, vingt-deux kilomètres au nord-est de Montlhéry, vingt-quatre kilomètres à l'est de Palaiseau, vingt-cinq kilomètres au nord-est d'Arpajon, vingt-six kilomètres au nord-est de La Ferté-Alais, trente-deux kilomètres au nord-est de Milly-la-Forêt, quarante kilomètres au nord-est d'Étampes, quarante-quatre kilomètres au nord-est de Dourdan.

### Hydrographie
La commune est traversée par la rivière l'Yerres.

### Climat
Pour des articles plus généraux, voir Climat de l'Île-de-France et Climat de l'Essonne.
En 2010, le climat de la commune est de type climat océanique dégradé des plaines du Centre et du Nord, selon une étude du CNRS s'appuyant sur une série de données couvrant la période 1971-2000. En 2020, Météo-France publie une typologie des climats de la France métropolitaine dans laquelle la commune est exposée à un climat océanique altéré et est dans la région climatique Sud-ouest du bassin Parisien, caractérisée par une faible pluviométrie, notamment au printemps (120 à 150 mm) et un hiver froid (3,5 °C). 
Pour la période 1971-2000, la température annuelle moyenne est de 11,6 °C, avec une amplitude thermique annuelle de 15,2 °C. Le cumul annuel moyen de précipitations est de 672 mm, avec 11 jours de précipitations en janvier et 7,4 jours en juillet. Pour la période 1991-2020, la température moyenne annuelle observée sur la station météorologique la plus proche, située sur la commune de Mandres-les-Roses à 3 km à vol d'oiseau, est de 11,9 °C et le cumul annuel moyen de précipitations est de 698,3 mm,. Pour l'avenir, les paramètres climatiques de la commune estimés pour 2050 selon différents scénarios d'émission de gaz à effet de serre sont consultables sur un site dédié publié par Météo-France en novembre 2022.
| Mois                                  | jan.          | fév.           | mars           | avril       | mai            | juin           | jui.           | août          | sep.        | oct.            | nov.             | déc.             | année     |
| ------------------------------------- | ------------- | -------------- | -------------- | ----------- | -------------- | -------------- | -------------- | ------------- | ----------- | --------------- | ---------------- | ---------------- | --------- |
| Température minimale moyenne (°C)     | 1,8           | 1,6            | 3,8            | 5,8         | 9,6            | 12,7           | 14,5           | 14            | 10,8        | 8,2             | 4,7              | 2,4              | 7,5       |
| Température moyenne (°C)              | 4,5           | 5              | 8,2            | 11          | 14,8           | 18,1           | 20,2           | 20            | 16,3        | 12,4            | 7,8              | 5                | 11,9      |
| Température maximale moyenne (°C)     | 7,2           | 8,6            | 12,7           | 16,4        | 19,9           | 23,5           | 25,9           | 26,1          | 21,8        | 16,6            | 10,9             | 7,5              | 16,4      |
| Record de froid (°C) date du record   | −16 08.01.10  | −13 07.02.1991 | −10,5 01.03.05 | −3 07.04.21 | 0,5 07.05.1997 | 1,8 04.06.1991 | 6,1 04.07.1990 | 6 28.08.1998  | 1 30.09.12  | −3,8 30.10.1997 | −10,4 24.11.1998 | −10,3 29.12.1996 | −16 2010  |
| Record de chaleur (°C) date du record | 16,1 27.01.03 | 22 27.02.19    | 25 31.03.21    | 29 20.04.18 | 33 28.05.17    | 38 22.06.17    | 39,5 31.07.20  | 40,1 06.08.03 | 35 15.09.20 | 29,5 01.10.11   | 23 08.11.15      | 17,3 16.12.1989  | 40,1 2003 |
| Précipitations (mm)                   | 57,2          | 50,9           | 49,8           | 50,6        | 67,4           | 58,6           | 60             | 61,1          | 52,4        | 58              | 61,8             | 70,5             | 698,3     |

## Urbanisme

### Typologie
Au 1er janvier 2024, Varennes-Jarcy est catégorisée ceinture urbaine, selon la nouvelle grille communale de densité à sept niveaux définie par l'Insee en 2022.
Elle appartient à l'unité urbaine de Paris, une agglomération inter-départementale regroupant 407  communes, dont elle est une commune de la banlieue,,. Par ailleurs la commune fait partie de l'aire d'attraction de Paris, dont elle est une commune de la couronne,. Cette aire regroupe 1 929 communes,.

## Toponymie
La commune fut créée en 1793 avec le simple nom de Varennes, la mention de Jarcy fut ajoutée en 1904.

## Politique et administration

### Rattachements administratifs et électoraux
Varennes-Jarcy fait partie de l'arrondissement d’Évry et du canton d'Épinay-sous-Sénart.
Elle est incluse dans  neuvième circonscription de l'Essonne.

### Intercommunalité
La commune, jusqu’alors membre de la communauté de communes du Plateau Briard, après une consultation de ses habitants qui s'est tenue en avril 2015, intègre la communauté de communes de l'Orée de la Brie le 1er janvier 2016, de manière à ne pas être concernée par la Métropole du Grand Paris,.

### Tendances et résultats politiques
Élections présidentielles
Résultats des deuxièmes tours :
- Élection présidentielle de 2002 : 83,50 % pour Jacques Chirac (RPR), 16,50 % pour Jean-Marie Le Pen (FN), 87,67 % de participation[30].
- Élection présidentielle de 2007 : 65,18 % pour Nicolas Sarkozy (UMP), 34,82 % pour Ségolène Royal (PS), 91,05 % de participation[31].
- Élection présidentielle de 2012 : 62,48 % pour Nicolas Sarkozy (UMP), 37,52 % pour François Hollande (PS), 86,81 % de participation[32].

Élections législatives
Résultats des deuxièmes tours :
- Élections législatives de 2002 : 64,02 % pour Georges Tron (UMP), 35,98 % pour Florence Léon-Ploquin (PS), 64,77 % de participation[33].
- Élections législatives de 2007 : 64,88 % pour Georges Tron (UMP), 35,12 % pour Thierry Mandon (PS), 59,38 % de participation[34].
- Élections législatives de 2012 : 51,90 % pour Georges Tron (UMP), 48,10 % pour Thierry Mandon (PS), 59,40 % de participation[35].

Élections européennes
Résultats des deux meilleurs scores :
- Élections européennes de 2004 : 21,30 % pour Patrick Gaubert (UMP), 20,29 % pour Harlem Désir (PS), 47,90 % de participation[36].
- Élections européennes de 2009 : 30,69 % pour Michel Barnier (UMP), 21,40 % pour Daniel Cohn-Bendit (Europe Écologie), 47,80 % de participation[37].
- Élections européennes de 2014 : 25,68 % pour Aymeric Chauprade (FN), 20,15 % pour Alain Lamassoure (UMP), 50,67 % de participation[38].

Élections régionales
Résultats des deux meilleurs scores :
- Élections régionales de 2004 : 48,88 % pour Jean-François Copé (UMP), 39,55 % pour Jean-Paul Huchon (PS), 69,28 % de participation[39].
- Élections régionales de 2010 : 53,97 % pour Valérie Pécresse (UMP), 46,03 % pour Jean-Paul Huchon (PS), 55,28 % de participation[40].

Élections cantonales puis départementales
Résultats des deuxièmes tours :
- Élections cantonales de 2004 : 59,76 % pour David Nadeau (UMP), 40,24 % pour Richard Messina (PS), 70,78 % de participation[41].
- Élections cantonales de 2011 : 59,49 % pour Romain Colas (PS), 40,51 % pour Jean Legangneux (FN), 48,16 % de participation[42].

Élections municipales
Résultats des deuxièmes tours :
- Élections municipales de 2001 : données manquantes.
- Élections municipales de 2008 : 748 voix pour Alexandre Thiebault (?), 742 voix pour Jean-Marc Bouyssel (?), 69,75 % de participation[43].

Référendums
- Référendum de 2000 relatif au quinquennat présidentiel : 71,40 % pour le Oui, 28,60 % pour le Non, 39,47 % de participation[44].
- Référendum de 2005 relatif au traité établissant une Constitution pour l'Europe : 55,69 % pour le Oui, 44,31 % pour le Non, 76,03 % de participation[45].

### Jumelages
La commune de Varennes-Jarcy n'a développé aucune association de jumelage.

## Population et société

### Démographie

#### Évolution démographique
L'évolution du nombre d'habitants est connue à travers les recensements de la population effectués dans la commune depuis 1793. Pour les communes de moins de 10 000 habitants, une enquête de recensement portant sur toute la population est réalisée tous les cinq ans, les populations de référence des années intermédiaires étant quant à elles estimées par interpolation ou extrapolation. Pour la commune, le premier recensement exhaustif entrant dans le cadre du nouveau dispositif a été réalisé en 2008.

En 2022, la commune comptait 2 381 habitants, en évolution de +2,98 % par rapport à 2016 (Essonne : +2,89 %, France hors Mayotte : +2,11 %).
| 1793 | 1800 | 1806 | 1821 | 1831 | 1836 | 1841 | 1846 | 1851 |
| ---- | ---- | ---- | ---- | ---- | ---- | ---- | ---- | ---- |
| 212  | 230  | 230  | 168  | 215  | 218  | 223  | 233  | 259  |

| 1856 | 1861 | 1866 | 1872 | 1876 | 1881 | 1886 | 1891 | 1896 |
| ---- | ---- | ---- | ---- | ---- | ---- | ---- | ---- | ---- |
| 257  | 231  | 254  | 265  | 254  | 228  | 255  | 250  | 248  |

| 1901 | 1906 | 1911 | 1921 | 1926 | 1931 | 1936 | 1946 | 1954 |
| ---- | ---- | ---- | ---- | ---- | ---- | ---- | ---- | ---- |
| 255  | 267  | 311  | 304  | 413  | 502  | 512  | 435  | 655  |

| 1962 | 1968 | 1975 | 1982  | 1990  | 1999  | 2006  | 2008  | 2013  |
| ---- | ---- | ---- | ----- | ----- | ----- | ----- | ----- | ----- |
| 645  | 677  | 997  | 1 243 | 1 687 | 1 907 | 2 263 | 2 365 | 2 334 |

| 2018  | 2022  | - | - | - | - | - | - | - |
| ----- | ----- | - | - | - | - | - | - | - |
| 2 307 | 2 381 | - | - | - | - | - | - | - |

#### Pyramide des âges
En 2018, le taux de personnes d'un âge inférieur à 30 ans s'élève à 35,4 %, soit en dessous de la moyenne départementale (39,9 %). À l'inverse, le taux de personnes d'âge supérieur à 60 ans est de 24,4 % la même année, alors qu'il est de 20,1 % au niveau départemental.
En 2018, la commune comptait 1 132 hommes pour 1 175 femmes, soit un taux de 50,93 % de femmes, légèrement inférieur au taux départemental (51,02 %).
Les pyramides des âges de la commune et du département s'établissent comme suit.
| Hommes | Classe d’âge | Femmes |
| ------ | ------------ | ------ |
| 0,1    | 90 ou +      | 0,5    |
| 5,4    | 75-89 ans    | 5,7    |
| 18,6   | 60-74 ans    | 18,5   |
| 23,9   | 45-59 ans    | 24,6   |
| 15,0   | 30-44 ans    | 16,9   |
| 18,3   | 15-29 ans    | 17,8   |
| 18,8   | 0-14 ans     | 16,1   |

| Hommes | Classe d’âge | Femmes |
| ------ | ------------ | ------ |
| 0,5    | 90 ou +      | 1,4    |
| 5,4    | 75-89 ans    | 7,2    |
| 12,9   | 60-74 ans    | 13,9   |
| 20     | 45-59 ans    | 19,4   |
| 19,9   | 30-44 ans    | 20,1   |
| 20     | 15-29 ans    | 18,2   |
| 21,3   | 0-14 ans     | 19,8   |

### Équipements scolaires
Les élèves de Varennes-Jarcy sont rattachés à l'académie de Versailles. La commune dispose sur son territoire de l'école maternelle Daniel-Balavoine et l'école élémentaire Ronde.

### Équipements de santé
Varennes-Jarcy dispose d'une pharmacie située près de l'école.

### Équipements culturels
- La médiathèque le Petit-Prince

### Équipements sportifs
- Salle de judo
- Salle de danse
- Tennis
- Parc (terrain de basket, terrains de football, terrain de pétanque)
- Centre équestre
- Gymnase (fin 2011)

### Lieux de culte
La paroisse catholique de Varennes-Jarcy est rattachée au secteur pastoral de Brunoy-Val d'Yerres et au diocèse d'Évry-Corbeil-Essonnes. Elle dispose de l'église Saint-Sulpice.

### Médias
L'hebdomadaire Le Républicain relate les informations locales. La commune est en outre dans le bassin d'émission des chaînes de télévision France 3 Paris Île-de-France Centre, IDF1 et Téléssonne intégré à Télif.

## Économie
- Haras de Gravelotte

### Emplois, revenus et niveau de vie
En 2006, le revenu fiscal médian par ménage était de 28 503 €, ce qui plaçait la commune au 133e rang parmi les 30 687 communes de plus de cinquante ménages que compte le pays et au treizième rang départemental.
| Répartition des emplois par catégories socioprofessionnelles en 2006. |              |                                           |                                                   |                            |                          |                           |
|                                                                       | Agriculteurs | Artisans, commerçants, chefs d’entreprise | Cadres et professions intellectuelles supérieures | Professions intermédiaires | Employés                 | Ouvriers                  |
| Varennes-Jarcy                                                        | 0,0 %        | 6,6 %                                     | 10,8 %                                            | 29,1 %                     | 23,2 %                   | 30,2 %                    |
| Zone d'emploi de Créteil                                              | 0,2 %        | 5,4 %                                     | 17,6 %                                            | 27,3 %                     | 30,3 %                   | 19,3 %                    |
| Moyenne nationale                                                     | 2,2 %        | 6,0 %                                     | 15,4 %                                            | 24,6 %                     | 28,7 %                   | 23,2 %                    |
| Répartition des emplois par secteurs d’activités en 2006.             |              |                                           |                                                   |                            |                          |                           |
|                                                                       | Agriculture  | Industrie                                 | Construction                                      | Commerce                   | Services aux entreprises | Services aux particuliers |
| Varennes-Jarcy                                                        | 0,7 %        | 6,1 %                                     | 13,3 %                                            | 3,8 %                      | 29,1 %                   | 3,3 %                     |
| Zone d'emploi de Créteil                                              | 0,7 %        | 9,4 %                                     | 7,1 %                                             | 14,4 %                     | 13,9 %                   | 7,2 %                     |
| Moyenne nationale                                                     | 3,5 %        | 15,2 %                                    | 6,4 %                                             | 13,3 %                     | 13,3 %                   | 7,6 %                     |
| Sources : Insee,                                                      |              |                                           |                                                   |                            |                          |                           |

## Culture locale et patrimoine

### Patrimoine environnemental
Les berges de l'Yerres, la partie communale de la forêt de Sénart et des champs ont été recensés au titre des espaces naturels sensibles par le conseil général de l'Essonne.

### Patrimoine architectural
Dédiée à saint Sulpice, évêque de Bourges, l'église fut construite à la fin du XIIIe siècle, entre 1269 et 1282.
C'est une grande chapelle à voûte ogivale, comportant dans son dallage 4 pierres tumulaires (tombales), qui sont classées Monuments Historiques depuis février 1915. Elles sont indiquées à gauche et à droite de l'entrée par 2 plaques commémoratives.
Ce sont des tombes seigneuriales :
- à gauche : celles de Frémin de la Sangle, décédé en 1492, et celle de Françoise de Feugeras, sa veuve, qui tinrent tous deux les terres de Varennes et de Périgny ;
- à droite : celles de Louis de la Sangle, datée de 1549, et celle de sa mère, pierres devenues aujourd'hui illisibles.

L'église abrite aussi une superbe vierge en marbre blanc datée de la fin du XVIIe siècle et connue sous le nom de Mater Dolorosa. Elle provient de l'abbaye Notre-Dame de Jarcy, d'où elle fut sauvée pendant la Révolution, et installée là entre 1792 et 1804, en même temps que l'autel et qu'un saint Roch en bois sculpté datant lui, du XVIe siècle.
De nombreux bouleversements eurent lieu au fil du temps comme en témoigne l'histoire des vitraux.
Les vitraux du XIIIe siècle furent déposés de l'église abbatiale lors de travaux effectués vers 1652 et furent réutilisés dans l'église de la commune de Varennes.
En 1882, d'importantes réparations sont nécessaires et les vitraux sont alors mis en vente. M. Bosquillon, châtelain de Jarcy, s'en porte acquéreur pour 450 F, mais finalement c'est l'État qui, 3 ans plus tard, les achètera pour la somme de 600 F, pour le compte du musée des Arts décoratifs installé au Palais de l'Industrie à Paris.
Ils représentent :
- l'arbre de Jessé, datant de 1215 - 1220 ;
- le miracle de saint Martin, évêque de Tours, datant de 1230 -1240.

Ces deux œuvres formeront le premier fonds d'un musée du vitrail, avant de se trouver entreposés au musée de Cluny.
Selon les dires du peintre-verrier Pascal, qui a restauré ces vitraux en 1741, « l'éclat des couleurs rappelle les grandes verrières de la cathédrale de Chartres et les peintures gothiques sont comme celles de la Sainte Chapelle à Paris ».
À la Révolution, après un inventaire de toute l'église (ornementation, meubles…) et un état des finances de la fabrique, tout sera dilapidé au profit de la commune et l'église se transformera en « Temple de la raison ». On projetait même, si le temps le permettait, d'abattre la croix du clocher le 25 décembre 1793 !
La cloche date de 1781 et faillit, comme beaucoup d'autres, être fondue en 1867.
Enfin, pour libérer la place du village, l'ancien cimetière situé autour de l'église, fut transporté en dehors du village en 1876 : la première inhumation eut lieu en 1886. À droite de l'entrée, une stèle commémore les anciens Varennois inhumés dans le premier cimetière depuis le XVIe siècle. Au fond, se trouve le mausolée de la famille Bosquillon de Jarcy, propriétaire du domaine de Jarcy.
- Abbaye royale Notre-Dame de Jarcy ou Gercy, dont il ne reste que quelques ruines éparses.

### Personnalités liées à la commune
Différents personnages publics sont nés, décédés ou ont vécu à Varennes-Jarcy :
- François Adrien Boieldieu (1775-1834), compositeur, y est mort ;
- Louis Morin (1855-1938), dessinateur et caricaturiste, y a vécu. Il y est recensé en 1906 et 1911 ;
- Henri Pagat (1856-1919), écrivain, possédait une maison route de Mandres ;
- Martin Van Maele (1863-1926), dessinateur, y a vécu de 1903 à 1926, jusqu'à sa mort, avec son épouse Alice Martin de Voos. Il y est inhumé ;
- Georges Delaw (1871-1938), artiste peintre, illustrateur, y est inhumé ;
- Antoine de Saint-Exupéry (1900-1944), écrivain, y séjourna ;
- Corine Sylvia Congiu (1953-), artiste plasticienne, y est née ;
- Victor Martins (2001-), pilote automobile, y est né.

### Héraldique
| Blason de Varennes-Jarcy. | Les armes de Varennes-Jarcy se blasonnent : De gueules à la croix cléchée, vidée et pommetée de douze pièces d'or, soutenue de deux demi-roues de moulin de sable issant d'une champagne ondée d'argent. La croix, emblème de la maison de Toulouse, rappelle la fondation de l'abbaye de Jarcy en 1269 par Jeanne de Toulouse, belle-sœur de Louis IX. |